# 阿尔贝诺阿
阿尔贝诺阿是葡萄牙贝雅区的一个堂区。总面积109.89平方公里，总人口890人，人口密度8.1人/平方公里。